# 李洧
李 洧（り い、生年不詳 - 782年）は、唐代の官僚・軍人。祖先は高句麗の人。

## 経歴
李正己の従兄にあたる。李正己に任用されて徐州刺史となった。建中2年（781年）、李正己が死去し、その子の李納が宋州に進攻すると、李洧は徐州ごと唐に帰順し、御史大夫を加えられた。潮陽郡王に封じられ、招諭使をつとめた。李洧は摂巡官の崔程を長安に派遣して徐海沂三州節度都団練使の位を得たいと上表したが、宰相の盧杞に妨げられて聞き入れられなかった。建中3年（782年）、李納が兵を派遣して徐州に進攻してくると、劉洽と諸将が李納の軍を撃退し、李洧は徐海沂都団練観察使を加えられ、ほどなく密州を加えられた。ときに海州・密州は反乱軍が占拠していて、李洧が統制することができなかった。まもなく李洧は検校戸部尚書を加えられた。8月庚辰、疽が背中で潰れて死去した。尚書左僕射の位を追贈された。

## 伝記資料
- 『旧唐書』巻124 列伝第74
- 『新唐書』巻213 列伝第138